# الكسندر موفات
الكسندر موفات (بالإنجليزية: Alexander Moffat)‏ هو رسام بريطاني، ولد في 1943.